# أثر مضاف
يصف الأثر الإضافي في علم العقاقير الحالة عندما تتساوى التأثيرات المجمعة لدوائين مع مجموع تأثيرات العقارين اللذين يعملان بشكل مستقل. مفهوم التأثير الإضافي مشتق من مفهوم التآزر. قُدم من قبل العلماء في مجالات الصيدلة والكيمياء الحيوية في عملية فهم التفاعل التآزري بين الأدوية والمواد الكيميائية على مدار القرن.
غالبًا ما يحدث التأثير الإضافي عندما تتناول عقارين متشابهين معًا لتحقيق نفس الدرجة من التأثير العلاجي مع تقليل التأثير الضار المحدد لدواء معين. على سبيل المثال، تمت صياغة الأسبرين والباراسيتامول والكافيين معًا لعلاج الألم الناجم عن صداع التوتر والصداع النصفي.
يمكن استخدام التأثير الإضافي لإكتشاف التآزر حيث يمكن إعتباره التأثير الأساسي في طرق تحديد ما إذا كانت الأدوية لها تأثير تآزري. التأثير التآزري مشابه للتأثير الإضافي، له تأثير تركيبي أكبر من التأثير الإضافي. يمكن أن ينتج تأثير 2 + 2> 4 عند استخدام عقارين معًا. يمكن أيضًا العثور على التأثير الإضافي في غالبية العلاجات المركبة، على الرغم من أن التأثير التآزري أكثر شيوعًا. إذا كان للجمع بين عقارين في العلاج المركب تأثير أقل من مجموع تأثيرات العقارين اللذين يعملان بشكل مستقل، والمعروف أيضًا باسم التأثير المضاد، فنادراً ما توصف الأدوية معًا في نفس العلاج.
يمكن أن تسبب تركيبات الأدوية أو المواد الكيميائية ذات التأثيرات الإضافية آثارًا ضارة. على سبيل المثال، يزيد التناول المشترك لمضادات الإلتهاب غير الستيرويدية  والقشرانيات السكرية من خطر حدوث نزيف في المعدة.

## تاريخ
يُشتق مفهوم التأثير الإضافي من مفهوم التآزر الدوائي. وهكذا، يعود أصل التأثير الإضافي إلى أوائل القرن العشرين عندما بدأ البحث عن التآزر. أثناء البحث عن التآزر، أقترح نماذج إضافة لوي واستقلال النعيم. هذه النماذج قادرة على قياس تأثيرات تركيبات الأدوية. ومن ثم، تتطور إضافة لوي وإستقلالية النعيم لتحديد ما إذا كان تأثير تركيبة الدواء متآزرًا أم معاديًا. أثناء بناء هذه النماذج، قُدم مفهوم التأثير الإضافي كخط أساس لتحديد التآزر والتضاد.

## أنواع التأثير الإضافي
يمكن أن تحدث التأثيرات الإضافية مع الأدوية ذات الإجراءات المتكافئة أو المتداخلة، أو الإجراءات المستقلة.

### الإجراءات المتكافئة أو المتداخلة
العديد من الأدوية في نفس الفئة لها تأثير إضافي لأن لها آلية عمل علاجية مماثلة. على سبيل المثال، تعتبر كربونات الكالسيوم والمغنيسيوم وأملاح الألومنيوم كلها مضادات حموضة بآلية استخدام الأيونات السالبة لتحييد الحمض في المعدة. لا يوجد تفاعل بين مضادات الحموضة، لذلك يُعتبر أن لها تأثيرًا إضافيًا عند تناولها معًا.
قد تعمل الأدوية الموجودة في نفس الفئة، ولكن ليس لها نفس الهدف، بشكل إضافي من خلال التفاعل مع أهداف مختلفة في نفس المسار. على سبيل المثال، يمكن أن ينتج كل من البروبوفول والسيفوفلوران تأثيرات مخدرة. يمكن أن يحفز البروبوفول نشاط مستقبل غابا أ ويعمل على الوحدات الفرعية ألفا وبيتا وغاما، بينما يعزز سيفوفلوران إستجابة مستقبل غابا أ إلى غابا الذاتية عن طريق الإرتباط بالوحدة الفرعية ألفا1. بإستخدام طريقة ديكسون مقلوبة، أظهرت تجربة أن التأثير في إنتاج تأثيرات مخدرة بين البروبوفول والسيفوفلوران مضاف.

### الإجراءات المستقلة
يعتبر دواءان لهما أهداف مختلفة في مسارات غير ذات صلة تؤدي في النهاية إلى النتيجة العلاجية المرغوبة لهما تأثيرات مضافة مع إجراءات مستقلة. على سبيل المثال، يمارس كل من مادة الأرتيميسينين والكركمين تأثيرات مضادة للملاريا. يعمل مادة الأرتيميسينين عن طريق إستقلابها في الجسم إلى مستقلبات نشطة. تقوم المستقلبات بعد ذلك بإنشاء أنواع أكسجين تفاعلية  تدمر الطفيليات وتقتلها. لا تزال آلية عمل الكركمين غير معروفة إلى حد كبير، ولكن يُعتقد أن التأثير المضاد للطفيليات يرتبط بتقوية الإستجابات المناعية الفطرية والتكيفية. يساهم كل من التأثيرات المجمعة للأرتيميسينين والكركمين في موت الطفيليات عبر آليات مختلفة ويظهر التأثير على أنه مضاف من خلال التراكيز المثبطة الجزئية.
الأدوية التي لها نفس الهدف في مواقع مختلفة والتي تنتج تأثيرات إضافية تعتبر أيضًا إجراءً مستقلاً. على سبيل المثال، يمكن أن ينتج كل من دوكسوروبيسين وترابيكتين تأثير مضاد للسرطان. دوكسوروبيسين هو قاطع الحمض النووي الذي يفضل الإرتباط بمناطق أ ت، بينما يشكل ترابيكتين تقارب الجوانين في الحمض النووي لتعطيل نظام إصلاح الحمض النووي. أظهرت دراسة حديثة أن دوكسوروبيسين وترابيكتين لا يعيقان بعضهما البعض ويمكن أن ينتج عنه تأثير مضاد للسرطان.

## مفاهيم خاطئة شائعة
يشبه مفهوم التأثير الإضافي مفهوم الإضافة البسيطة في الرياضيات. ومع ذلك، فإن التأثير الإضافي ليس مجرد جمع حسابي لعقارين (أو أكثر) في معظم الحالات. لتأثير التثبيط الإضافي، يمكن أن يثبط كل من العقار أ والعقار ب 20% على حدة، لكن التأثير الإضافي ليس 40%. لا يمكن أن يكون التأثير حسابيًا ببساطة لأنه إذا كان الدواء أ والدواء ب كلاهما يثبط 60% فلا يمكن نظريًا أن يمارس تأثيرًا مثبطًا بنسبة 120%. مع تأثير مثبط بنسبة 60% لكل منهما، ستكون الوظيفة المتبقية عند (1-60%) × (1-60%) = 16%، مما يعني أن التأثير المثبط الإضافي سيكون 84%. نظرًا لأن تطبيق التأثير الإضافي يُرى بشكل شائع في الممارسة السريرية، فإن تجنب المفاهيم الخاطئة الشائعة للتأثير الإضافي أمر بالغ الأهمية لفهم الأهمية السريرية للتأثير الإضافي. 

## أهمية سريرية

### الكشف عن التآزر
أحد الإستخدامات النموذجية للتأثير الإضافي هو اكتشاف التآزر. يمكن إعتبار التأثير الإضافي بمثابة التأثير الأساسي في طرق تحديد وجود تأثير تآزري بين عقارين أو أكثر. التأثير التآزري مشابه للتأثير الإضافي. الإختلاف الوحيد هو أن له تأثيرًا تركيبيًا أكبر من التأثير الإضافي. بإختصار، يمكن أن ينتج عن التآزر تأثير 2 + 2> 4 عند إستخدام الأدوية معًا. يُظهر الجمع بين مضادات مستقبلات الأنجيوتنسين 2، وكانديسارتان-سيليكسيتيل، ومثبط الإنزيم المحول للأنجيوتنسين، راميبريل، تأثيرًا تآزريًا في خفض ضغط الدم الانقباضي.

### كشف العداء
الإستخدام الآخر للتأثير الإضافي هو اكتشاف العداء. وبالمثل، يمكن إعتبار التأثير الإضافي هو التأثير الأساسي في طرق تحديد وجود التأثير المضاد بين الأدوية. يمكن للصيادلة تأكيد وجود العداء عندما يكون التأثير المركب للأدوية أقل من التأثير الإضافي. يوضح مزيج حمض أسيتيل الساليسيليك والأيبوبروفين تأثيرًا مضادًا في تخفيف الألم والإلتهاب.

### الجمع بين العلاج
الإستخدام السريري الأكثر شيوعًا للتأثير الإضافي في علم الأدوية هو العلاج المركب. يستخدم إثنين أو أكثر من العوامل العلاجية في العلاج المركب لعلاج مرض واحد. تعمل الأدوية المختلفة في نفس العلاج المركب على مسارات بيولوجية وكيميائية حيوية مختلفة في الجسم لإنتاج تأثير إضافي.
مثال على العلاج المركب الذي يظهر التأثير الإضافي هو إستخدام ناهضات مستقبلات البيتا-2 الأدرينالية مع الكورتيكوستيرويدات المستنشقة. هذا علاج لإثنين من أمراض الرئة الشائعة وهما الربو ومرض الإنسداد الرئوي المزمن. تعمل ناهضات مستقبلات بيتا-2 الأدرينالية كموسعات للقصبات، ولها تأثير على إحداث توسع القصبات لتخفيف تضيق الشعب الهوائية؛ تعمل الكورتيكوستيرويدات المستنشقة كأدوية مضادة للإلتهابات لتقليل الإستجابة الإلتهابية. يعمل العقاران في مواقع مختلفة من الجسم. تقوم الكورتيكوستيرويدات أيضًا بعكس وإستعادة وظيفة وعدد مستقبلات بيتا-2 الأدرينالية في رئتي المرضى في الجسم الحي. وفي الوقت نفسه، فإن النشاط المشترك لدوائين يحل مشكلة إنخفاض الحساسية لدى بعض المرضى الذين يعانون من مرض الإنسداد الرئوي المزمن تجاه الكورتيكوستيرويدات المستنشقة. يمكن العثور على دواء شائع من هذا المثال هو سيريتيد، الذي يحتوي على ناهض مستقبلات الأدرينالية بيتا-2 طويل المفعول يسمى سالميتيرول وكورتيكوستيرويد يسمى فلوتيكازون.
يمكن أيضًا العثور على التفاعل الإضافي في العلاج المركب لعلاج إرتفاع ضغط الدم. يعتبر الجمع بين حاصرات مستقبلات الأنجيوتنسين 2 (آي آر بي) وحاصرات قنوات الكالسيوم (سي سي بي) أحد العلاجات المقترحة الخافضة للضغط. تمنع حاصرات مستقبل الأنجيوتنسين عمل الأنجيوتنسين 2 لتقليل إحتباس السوائل وحجم الدم لتقليل ضغط الدم وتقليل تضيق الأوعية لتقليل مقاومة الأوعية الدموية الطرفية ومنع التليف الوعائي لتقليل تصلب الأوعية الدموية. سي سي بي هي موسعات للأوعية تمنع قنوات الكالسيوم التي تعمل بالجهد من النوع ل في الأوعية الدموية للتخفيف من تضيق الأوعية مما يؤدي إلى إنخفاض مقاومة الأوعية الدموية الطرفية. يعمل هذان النوعان من الأدوية على مسارات مختلفة لإنتاج تأثير إضافي في خفض ضغط الدم دون أي زيادة في الآثار الضارة. هذا المزيج، مع آي آر بي وفالسارتان وسي سي بي، أملوديبين، هو علاج شائع في مرضى إرتفاع ضغط الدم المعرضين لمخاطر عالية، وخاصة كبار السن.
يُظهر علاج مرض شائع آخر، وهو فرط كوليسترول الدم الأولي، تأثيرًا إضافيًا. السمن النباتي والنوع الشائع من الأدوية المضادة لفرط شحميات الدم، سيريفاستاتين، لهما تأثير إضافي في تقليل كوليسترول البروتين الدهني منخفض الكثافة، دون تفاعل كبير بين العقارين. مزيج دوائي آخر له تأثير مضاف لفرط كوليسترول الدم هو النياسين (فيتامين ب 3) وسيمفاستاتين. تُعرف هذه التركيبة الدوائية أيضًا باسم سيمكور تجاريًا. يمكن أن يقلل النياسين من إفراز كوليسترول البروتين الدهني منخفض الكثافة وكوليسترول البروتين الدهني منخفض الكثافة جدًا (كوليسترول البروتين الشحمي منخفض الكثافة). من ناحية أخرى، يمكن أن يقلل سيمفاستاتين من تخليق كوليسترول البروتين الدهني منخفض الكثافة والدهون الثلاثية، ويزيد من مستوى كوليسترول البروتين الدهني عالي الكثافة (كوليسترول البروتين الدهني عالي الكثافة). يعمل النياسين والسيمفاستاتين معًا على تقليل مستوى كوليسترول البروتين الدهني منخفض الكثافة وزيادة مستوى كوليسترول البروتين الدهني عالي الكثافة، وبالتالي إدارة فرط كوليسترول الدم بشكل فعال.

### الجرعات المثلى
يمكن العثور على التفاعل الإضافي أو التأثير الإضافي في علاج غالبية الأمراض الشائعة. إن الجمع بين الأدوية ذات التأثيرات المختلفة له فائدة إستخدام كل دواء بالجرعة المثلى. هذا يقلل من إمكانية إستخدام جرعة أعلى من دواء واحد إذا كانت الجرعة السابقة غير فعالة في علاج الأمراض أو تخفيف الأعراض. تكمن أهمية إستخدام الأدوية بالجرعات المثلى في تقليل حدوث الآثار الجانبية غير المحتملة والتفاعلات الضائرة واحتمال حدوث تسمم للأدوية في جسم المريض. هذا يزيد من الإستخدام الآمن للأدوية ويزيد من إلتزام المريض بالعلاج.
ومن الأمثلة على ذلك استخدام حاصرات قنوات الكالسيوم وحاصرات بيتا. إنها أدوية يمكن إستخدامها لعلاج الذبحة الصدرية المستقرة. كلاهما يمكن أن يقلل من وتيرة الذبحة الصدرية، بهدف تخفيف أعراض الذبحة الصدرية. هناك تجارب ودراسات سريرية مزدوجة التعمية خاضعة للرقابة تشمل مرضى مع الحفاظ على وظيفة البطين الأيسر مما يدل على أن الجمع بين حاصرات قنوات الكالسيوم وحاصرات بيتا له تأثيرات مضافة مثبطة للقلب عند مقارنته بأي فئة من الأدوية وحدها. يستخدم العلاج المركب عندما يفشل دواء واحد في إحداث تأثير علاجي. إن إختيار الجرعة المثلى للدواءين في العلاج المركب يمنع إستخدام جرعة عالية للغاية من دواء واحد وحده، مما يؤدي إلى آثار ضارة.

## آثار سلبية
يمكن أن تسبب تركيبات الأدوية ذات التأثيرات الإضافية تأثيرات ضارة. التأثيرات الضائرة التي تحدثها تركيبات الأدوية ليست شائعة. يزداد خطر حدوث آثار ضائرة عندما يكون لتركيبة الدواء مع التأثير الإضافي نفس التأثير الضار. وبالتالي، يتجنب بعض تركيبات الأدوية ذات التأثير الإضافي. فيما يلي مجموعات دوائية شائعة ذات تأثير إضافي تسبب تأثيرات ضارة.

### ومثبط الإنزيم المحول للأنجيوتنسين ومدرات البول الموفرة للبوتاسيوم
من الأمثلة التي توضح كيف يمكن أن يتسبب الجمع بين الأدوية مع التأثير الإضافي في حدوث تأثيرات ضارة هو الإدارة المشتركة لـ ومثبط الإنزيم المحول للأنجيوتنسين ومدرات البول التي تقتصد البوتاسيوم. على الرغم من وجود آليات عمل مختلفة، فإن الأدوية قادرة على تقليل إفراز البوتاسيوم من الجسم. ومن ثم، فإن كلاً من ومثبط الإنزيم المحول للأنجيوتنسين ومدرات البول الموفرة للبوتاسيوم لها آثار جانبية لفرط بوتاسيوم الدم. عند إستخدام عقارين معًا، يتضاعف خطر الإصابة بفرط بوتاسيوم الدم. نظرًا لأن فرط بوتاسيوم الدم لديه القدرة على التسبب في عدم إنتظام ضربات القلب والحماض الاستقلابي، يتجنب الجمع بين ومثبط الإنزيم المحول للأنجيوتنسين ومدرات البول التي تقتصد البوتاسيوم.

### مضادات الالتهاب غير الستيروئيدية والجلوكوكورتيكويد
مثال آخر هو مزيج من العقاقير غير الستيرويدية المضادة للإلتهابات والقشرانيات السكرية. على الرغم من أن مضادات الإلتهاب غير الستيروئيدية والقشرانيات السكرية لها آليات عمل مختلفة، فإن الأدوية قادرة على تقليل التأثير الوقائي للغشاء المخاطي في المعدة من حمض المعدة. ونتيجة لذلك، فإن الإستخدام المتزامن لمضادات الإلتهاب غير الستيروئيدية والقشرانيات السكرية يزيد من خطر النزيف المعدي ويزيد من سوء مرض القرحة الهضمية. نتيجة لذلك، لا ينصح بإستخدام مزيج من مضادات الإلتهاب غير الستيروئيدية والقشرانيات السكرية.